# Кубок мира по вольной борьбе 2011
Кубок мира по вольной борьбе 2011 года прошёл 19—20 марта в Махачкале (Россия) во дворце спорта им. Али Алиева. Соревнования проводились под эгидой ФИЛА.

## История
В июне 2010 года стало известно, что Кубок мира по вольной борьбе 2011 пройдет в Махачкале в новом Дворце спорта им. Али Алиева. Такое решение было принято на заседании бюро Международной федерации борьбы объединенных стилей борьбы (FILA). Участники заседания отметили высочайший уровень организации Кубка мира по вольной борьбе 2010, который прошел в марте 2010 года Москве и поддержали кандидатуру Махачкалы. По словам вице-президента Европейского комитета FILA Георгия Брюсова первоначально планировалось о расширении участников, где одним из участников турнира возможно станет сборная Африки. Победу на Кубке мира одержала сборная России, одолев в финале Иран со счётом 5:2. Призовой фонд составил 250 000 долларов США, россиянам как победителям соревнований достался главный приз – 100 000 долларов, а иранцам и азербайджанцам – по 60 000 и 40 000 соответственно.

## Командный зачёт
| Место | Страна              |
| ----- | ------------------- |
|       | Россия              |
|       | Иран                |
|       | Азербайджан         |
| 4.    | Узбекистан          |
| 5.    | Куба                |
| 6.    | Украина             |
| 7.    | Венгрия · Казахстан |
| 9.    | Кыргызстан          |
| 10.   | Грузия              |
| 11.   | Болгария            |

## Итоги личного зачёта
| Вес    |                   |                               |                      | 4                 | 5                      | 6                       | 7                                 | 8                 |
| ------ | ----------------- | ----------------------------- | -------------------- | ----------------- | ---------------------- | ----------------------- | --------------------------------- | ----------------- |
| 55 кг  | Франк Чамисо      | Габит Толепбай                | Нурлан Макеналиев    | Намиг Совдюмзаде  | Насибулло Курбонов     | Виктор Лебедев          | Игорь Хавалджи Александр Богомоев | –                 |
| 60 кг  | Зелимхан Хусейнов | Малхаз Курдиани               | Алехандро Вальдес    | Мостафа Агаджани  | Бесик Кудухов          | Базар Базаргуруев       | Бахрам Эрматов                    | Расул Муртазалиев |
| 66 кг  | Хеандри Гарсон    | Мустафа Хоссейнхани           | Хакан Сулейманов     | Семён Радулов     | Иннокентий Иннокентьев | Максат Даулбаев         | Алан Гогаев Ихтиёр Наврузов       | –                 |
| 74 кг  | Юньерки Бланко    | Муслим Дадаев Дмитрий Комисар | –                    | Александр Гостиев | Рашид Курбанов         | Гела Сагирашвили        | Ильгиз Джакыпбеков                | Саба Хубежты      |
| 84 кг  | Науруз Темрезов   | Рейнерис Салас                | Айбек Юсупов         | Бека Челидзе      | Сослан Кцоев           | Альберт Саритов         | Субхонджон Тошпулатов             | Эхсан Амини       |
| 96 кг  | Георгий Кетоев    | Тарас Данько                  | Дачи Керашвили       | Гергели Кисс      | Асланбек Алборов       | Реза Яздани             | Гюрай Хамдиев                     | Арсланбек Алиев   |
| 120 кг | Даниэль Лигети    | Мурадин Кушхов                | Георгий Саканделидзе | Курбан Курбанов   | Барсаг Кесаев          | Мохаммад Реза Азаршакиб | Бахтияр Ахмедов                   | Али Исаев         |

### IX-XIII
| Место  | 9                    | 10                          | 11                 | 12                        | 13               |
| ------ | -------------------- | --------------------------- | ------------------ | ------------------------- | ---------------- |
| 55 кг  | Бесарион Гочашвили   | Хасан Рахими                | Алтынбек Алымбаев  | Крум Чучуров              | –                |
| 60 кг  | Юрий Баландюк        | Амандык Бакеев              | Улан Надырбек уулу | Стоян Цонев Аббас Даббаги | –                |
| 66 кг  | Магомедмурад Гаджиев | Шалва Музиашвили            | Эмин Азизов        | Николай Куртев            | Мирбек Абдылдаев |
| 74 кг  | Габор Хатош          | Хишам Могаддам Теодор Стоев | Умиджон Исманов    | Хассан Тахмасеби          | –                |
| 84 кг  | Любен Илиев          | Мейзам Мустафа-Джохар       | Игорь Синицын      | Иштван Вереб              | –                |
| 96 кг  | Амирхон Мирзаев      | Аббас Тахан                 | Эдуардо Меса       | –                         | ---              |
| 120 кг | Айаал Лазарев        | Дисней Родригес             | Комейл Гасеми      | Бинчо Стоянов             | Аскер Эфендиев   |